# Кстовский район

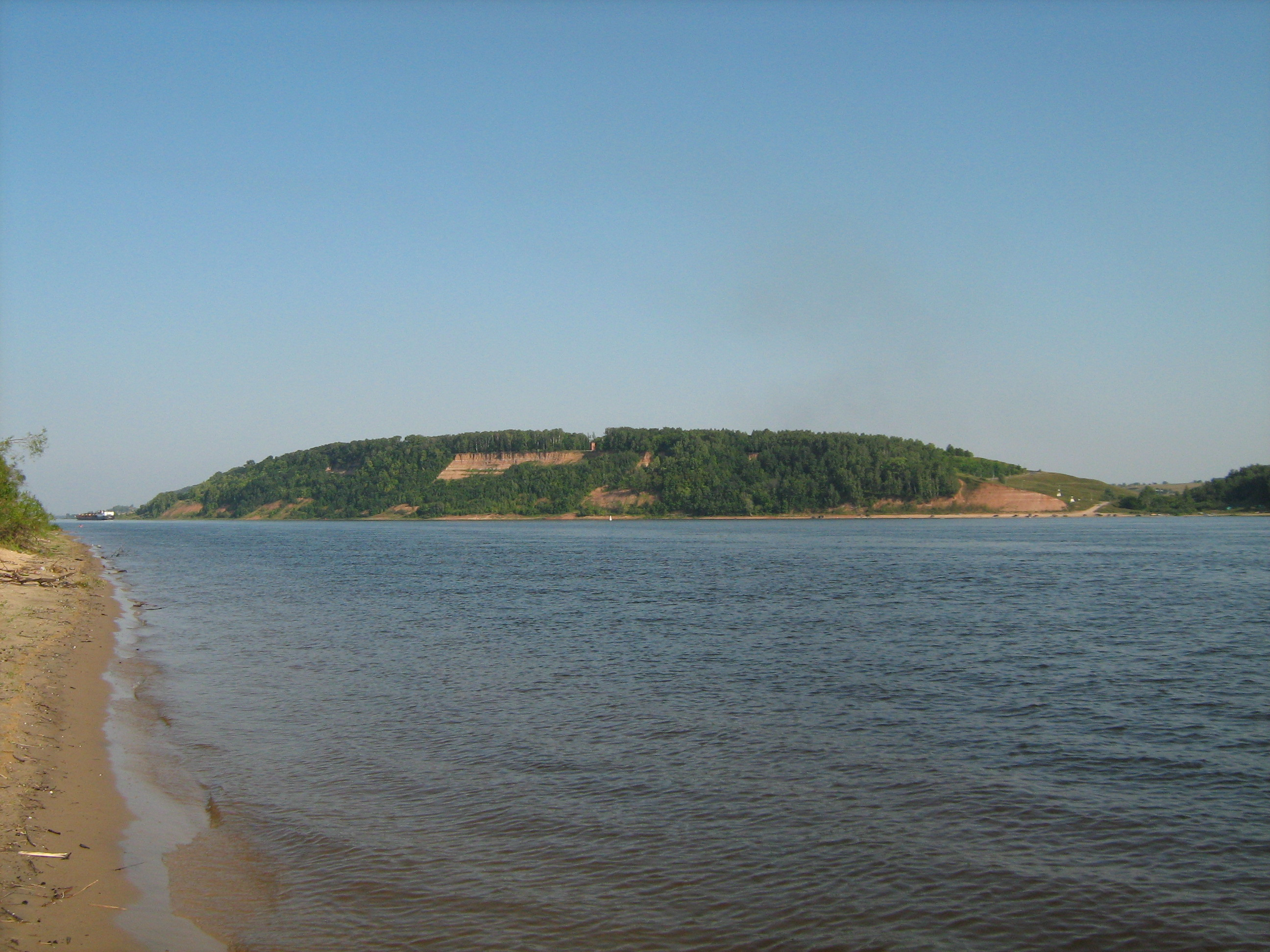
Зимёнковский холм

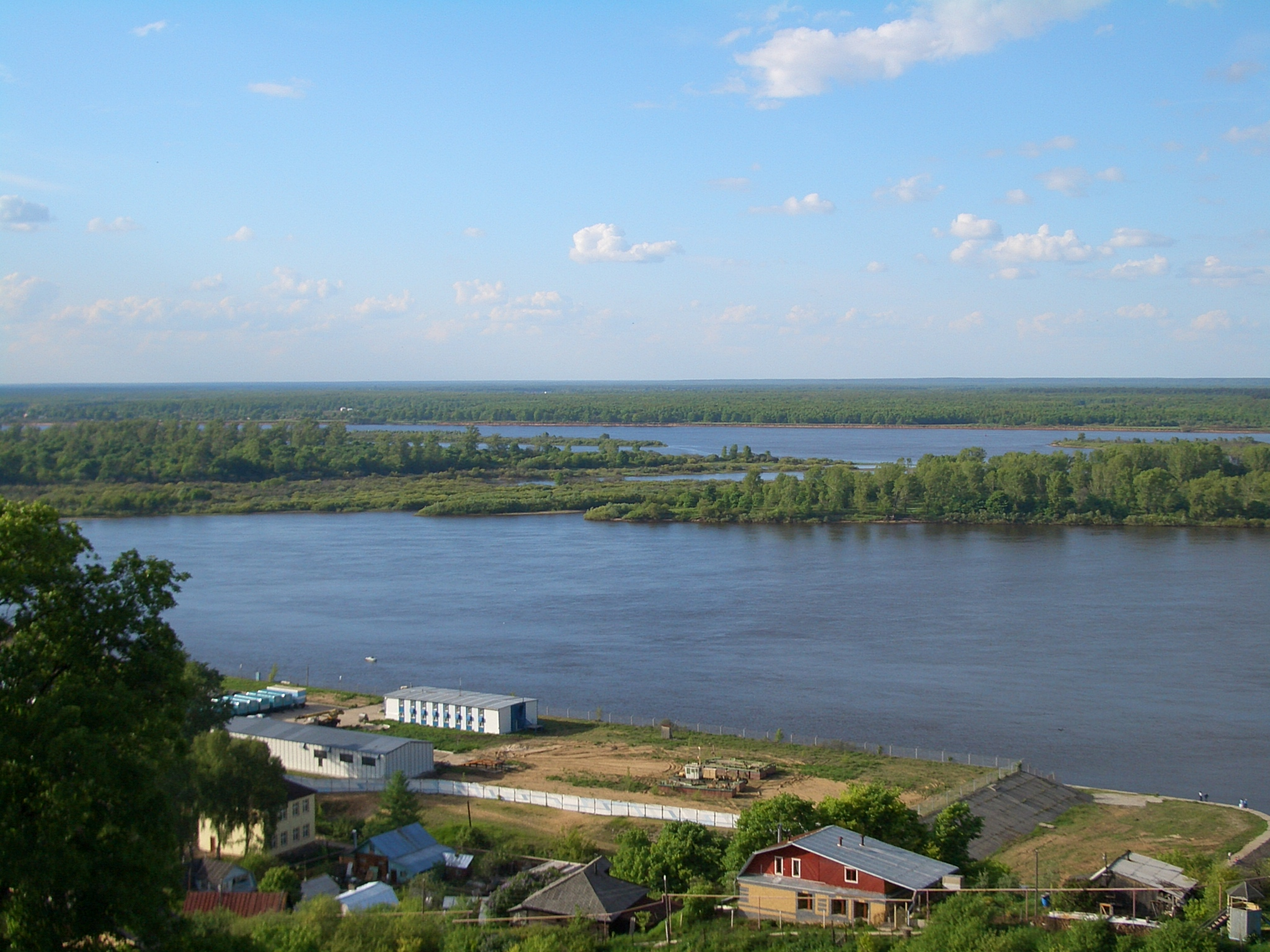
Село Безводное Кстовского района стоит высоко над Волгой

Ксто́вский райо́н — административно-территориальное образование (район) в Нижегородской области России. В рамках организации местного самоуправления ему соответствует Кстовский муниципальный округ (с 2004 до 2021 год — муниципальный район).
Административный центр — город Кстово.

## География
Кстовский район расположен в центральной части Нижегородской области, простирается вдоль правого берега реки Волги и находится в 18 километрах к юго-востоку от города Нижнего Новгорода.
Район входит в городской округ город Нижний Новгород и граничит на западе — с Богородским, на юге — с Большемурашкинским и Дальнеконстантиновским, на востоке — с Лысковским районами (муниципальными округами), а на севере по реке Волга — с городским округом город Бор.
Площадь района — 1225 км².

## История района

### Ранний период
Первое славянское поселение на территории района возникло в XIV веке под прикрытием Нижнего Новгорода и называлось деревней Кстоской (по другим данным — селом Кстова поляна, впервые упоминаемым в 1588 году). По одной из версий, название происходит от эрзянского слова «кстый» или финно-угорского «кста» — «земляника». Известно, что одними из первых земли вокруг нынешнего Нижнего Новгорода были заселены поволжскими финнами — марийцами и эрзянами (мордвой). Наиболее поздним крупным поселением эрзян близ Кстова была Терюшевская волость (на территории нынешнего Дальнеконстантиновского района).
По другой версии, название деревни происходит от слова «кститься», то есть креститься: бурлаки, тянувшие баржи из Астрахани в Нижний Новгород, дойдя до села Безводного, откуда уже было видно Нижний, перекрещивались (кстились) со словами: «Ну, слава Господу, дошли до Нижнего». Русские люди селились вдоль дорог и образовали целую цепочку населённых пунктов вниз по Волге от Нижнего Новгорода — деревни Новая, Ельня и так далее.

### XVIII—XIX века

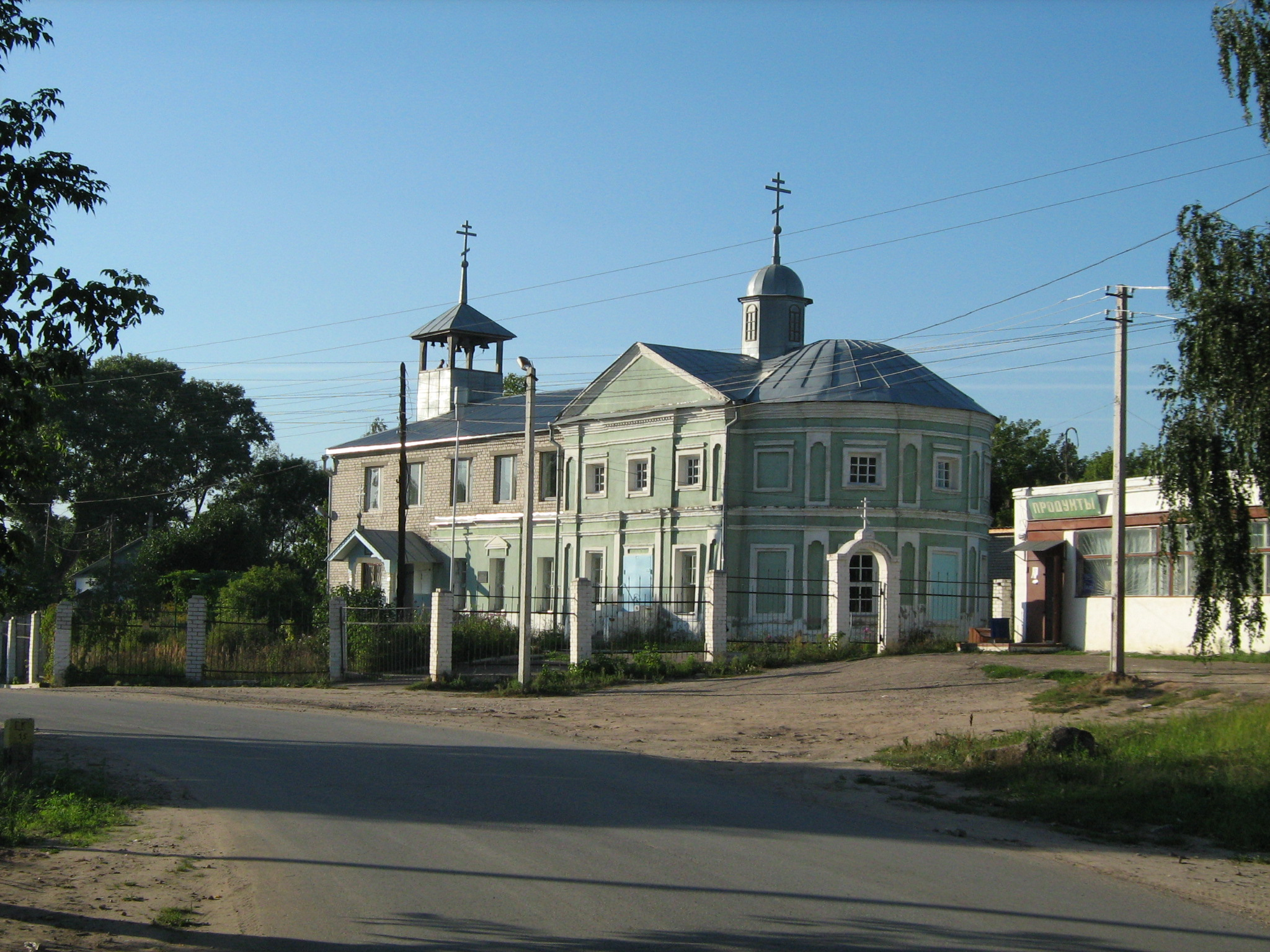
Казанская церковь в Старом Кстове

В период существования Нижегородской губернии (XVIII—XIX вв.), большая часть территории нынешнего Кстовского района входила в Нижегородский уезд, восточная часть (к востоку от р. Шавы) входила в Макарьевский уезд.
В 1785 году в деревне Кстово была открыта почтовая станция.
23 мая 1797 года, возвращаясь по Волге из сибирской ссылки, А. Н. Радищев записал:
Шли по бечевой до села Татиницы, почтовой станции. По горному берегу видны деревни. От Юркина луговая сторона начинает возвышаться, и лес отдалён, сперва бугры песчаные, кои ныне вода не понимает, похожи на дюны. Проехав Татиницы, против деревни стоит деревня и на луговой стороне. Подняли парус. Прошли село Работки, кажется, генер<ала> Шубина, не того ли, который был в ссылке за… Е<лизавету> П<етровну>. Тут видел освящённую уже церковь, уродливое жертвоприношение, построенное на воздыханиях народа и выкидышах. При том же ветре проезжали многие сёла и деревни. Село Кадинки. В Работках много стоит расшив. Тут строят их на продажу, и множество плотов леса, который частию пилят и срубы рубят. Отдают расшивы под фрахт. Потом проехали луг и на нём сосняк подле горы — знак, что вода тут не восходит. Село Безводное, где жители делают проволоку, церковь и часть на горе, остальное под горою, и пред ним к Волге прекрасные берёзовые рощи; вдали уже можно было видеть в синеве заокинский лес. В Безводном последняя почтовая станция к Нижнему; водою считают 25 вер., а дорогою 12. От села большой овраг, берег прямой, низкий до села, за которым видны рощи, поля, покрытые хлебом, сёла, деревни, и берег склоняется совсем или возвышен окатистыми буграми до самой слободы близ Нижнего, за которою высокая гора.
После реформы 1861 года население начало заниматься разными промыслами — распиловкой леса и вытягиванием проволоки. В 1860-х годах обстоятельная статья местного священника А. Борисовского «Описание Кстовской, Новоликеевской, Шолокшанской, Чернухинской и Слободской волостей Нижегородского уезда» публикуется в «Нижегородском сборнике» под редакцией А. С. Гациского. Борисовский полагал, что сёла Кстово и Новоликеево возникли, по всей вероятности, в 1640-х годах, когда для обращения терюшевской мордвы строились новые церкви в Нижегородском уезде.

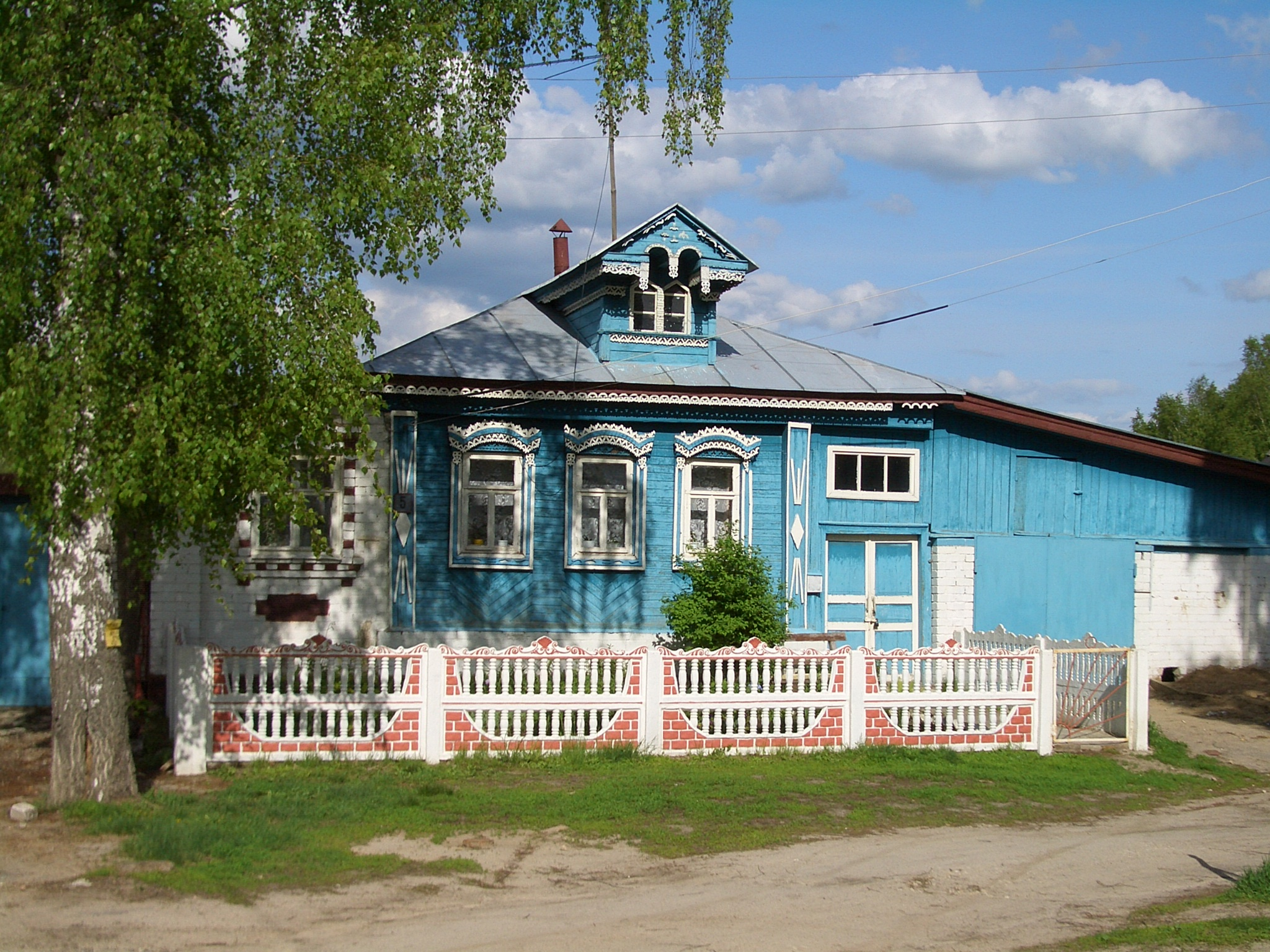
Согласно «Описанию» А. Борисовского, «характеристический тип крестьянской избы 1860-х годов состоит в различных украшениях резных, окрашенных разноцветных красками, у кровельных щипцов а иногда по всему фасаду.» Ещё в 1970-х годах таких домов было много по всему району, но в наши дни их осталось гораздо меньше.

Согласно «Описанию», в 1860-х годах эти 5 волостей имели 8 сёл и 28 деревень с общим населением 13 613 человек. Село Кстово имело 364 жителя, которые жили в 70 домах (дворах), построенных на каменных основаниях и расположенных в три линии на высоком волжском берегу (нынешнее Старое Кстово). В Кстовскую волость входило ещё семь деревень:
- Большая Ельня, 272 жителя
- Столбищи, 294
- Лукерьино, 262 (в 1980—2000-х годах почти полностью снесена при постройке северной части нового Кстова)
- Зимёнки, 165
- Муханово, 138
- Вишенки, 117 (ныне примыкает к южной стороне нового Кстова)
- Караулово, 222

В Новоликеевскую волость входили сёла Новоликеево (989 жителей), деревни Толстобино, Студенец, Ветчак, Карабатово, Михальчиково, Лобково, Подвалиха и Сосновка.
На правом берегу Кудьмы находились:
- Шелокшанская волость: сёла Шолокша (345 жителей) и Вередеево (472), деревни Стан, Мокрая (633), Чаглава, Каменки, Красногорка;
- Чернухинская волость: сёла Чернуха (621 жителей) и Ключищи (235); деревни Лапшлеи, Майдан (707), Мешиха, Вершинино;
- Слободская волость: сёла Слободское (834 жителей) и Подлёсово (583); деревни Шмойлово, Борок, Починок.

По мнению Борисовского, в жителях «гористой» части (Кстовская и Новоликеевская волости) замечалось более «остроты и смелости, и к трудам лености», а в «закудемских» (Шелокшанская, Чернухинская, Слободская волости) — «более добродушия, расположения к трудолюбию и простоты».
Каждая волость имело волостное правление, каменную или деревянную церковь и волостное училище. Все пять училищ были построены в 1864 году по типовому проекту. В них учились только мальчики, 35-60 в каждой волости. Учебный год был с 1 октября по 1 мая. Преподавались священная история, чтение, чистописание, арифметика и счетоводство. Преподавателями были либо местные священники, либо «ученики, исключённые из семинарии». Будучи священником, автор «Описания» был рад, что создание волостных училищ уничтожило «языческий» обряд колядования; вместо колядок, дети стали петь христианские стихи.
В 1870-х годах в пятом томе того же «Нижегородского сборника» священник Т. Доброзраков рассказал о селе Борисовском (нынешнее Ближнее Борисово) «с его приходскими селениями», то есть деревнями, чьи жители крестились и венчались в Борисовских церквах (их было три, постройки 1774—1794 гг.): Ройка, Румянцево, Козловка, а также населёнными пунктами нынешнего Богородского района (Кусаковка, Новинки и другие). В приходе жило 2676 человек, в том числе в селе Борисовском — 669. Приход входил в Бешенцовскую волость, волостное правление которой в 1870 году переместилось из Борисовского в деревню Новые Щербинки (нынешний Приокский район Нижнего Новгорода). Население прихода занималось главным образом земледелием, ловило рыбу и раков в Оке и Кудьме, и сильно страдало от пожаров, в двух из которых в одном только селе Борисовском сгорело 29 домов. Отец Доброзраков сообщает, что в приходе имелось две «огнегасительных трубы», одна в Борисовском, другая в Кусаковке, «купленная уже после пожара».
Главной достопримечательностью Борисовского прихода был Баранов Ключ, находившийся в 2,5 верстах к северо-востоку от села. При нём были построены часовня и купальня; он был как местом отдыха состоятельных нижегородцев, так и местом паломничества бедных и больных, почитавших его воду целебной. Этот источник существует и сейчас, часовня восстановлена в 2000 году и располагается в д. Козловке.

### XX век

#### Довоенный период
После Октябрьской революции вместо сельских обществ на низовом уровне самоуправления стали создаваться сельские советы. Как правило, они соответствовали бывшим приходским округам. Например, на территории Кстовской волости были образованы Кстовский и Большевишенский сельсоветы.
В 1919—1924 годах на территории современного Кстовского района стали создаваться комсомольские ячейки и организации.
К середине 1920-х годов происходил процесс укрупнения волостей. На территории будущего Кстовского района были созданы четыре новых волости: Безводнинская (бывшие Безводнинская, Шелокшанская и Большевишенский сельсовет Кстовской волости), Борисово-Покровская (бывшие Семетская, Слободская, Толмачевская, Чернухинская и Покровская волости), Печерская (бывшие Бешенцевская, Ельнинская и Кстовский сельсовет Кстовской волости) Нижегородского уезда и Работкинская (бывшие Варварская, Кадницкая и Работкинская волости) Лысковского уезда. Кроме того, Вязовская волость вошла в состав укрупнённой Каменской волости Нижегородского уезда.

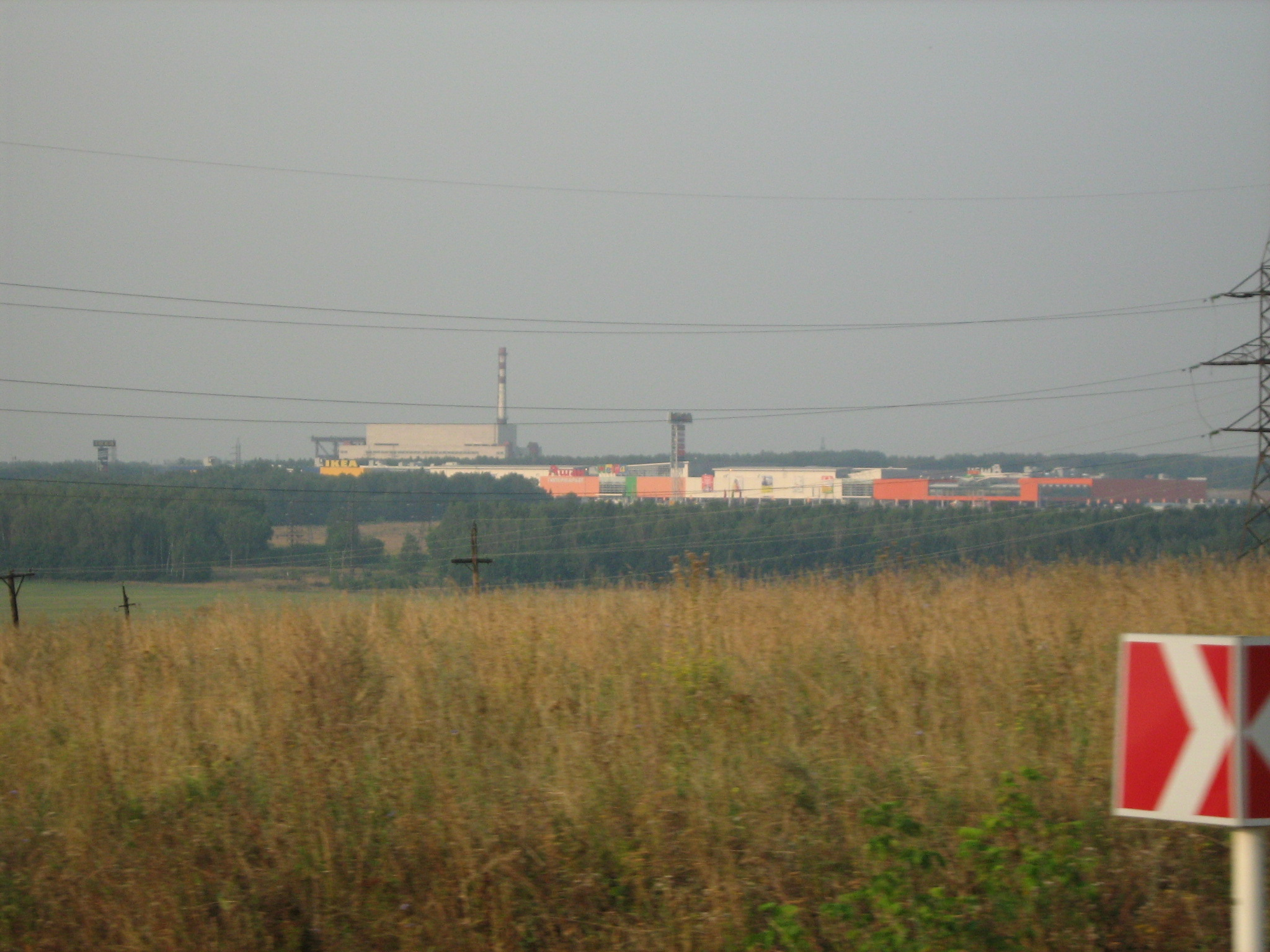
ГАСТ и торговый центр «Мега» у с. Федякова

10 июня 1929 года в рамках административно-территориальной реформы был образован Печерский район. В его состав вошли все сельсоветы Безводнинской и Печерской волостей, а также Елховский и Вязовский сельсоветы Каменской волости. Таким образом, на территории района в момент образованичя существовало 15 сельсоветов: Анкудиновский, Безводнинский, Ближнеборисовский, Большевишенский, Большеельнинский, Большемокринский, Ветчаковский, Вязовский, Елховский, Кстовский, Новоликеевский, Печерский, Подвалихинский, Подновский и Щербинский. Другие части будущего Кстовского района оказались в составе Борисово-Покровского и Работкинского районов.
С июля 1929 по сентябрь 1930 года Печерский район входил в Нижегородский округ. За это время районный центр был перенесён из слободы Печеры в село Кстово и 1 февраля 1930 года район был переименован в Кстовский.
27 июля 1931 года в Кстовский район были включены Семетский, Чернухинский и Шелокшанский сельсоветы ликвидированного Борисово-Покровского района. В конце того же года из части Подвалихинского сельсовета был образован Лобковский сельсовет.
25 декабря 1932 года Печерский сельсовет был ликвидирован, так как составлявшие его населённые пункты (село Высоково, слободы Кошелевка и Печеры) вошли в черту города Горького. Также в состав Горького вошла деревня Кузнечиха Анкудиновского сельсовета (к концу 1930-х возвращена обратно в состав Анкудиновского сельсовета).
В конце 1933 года был ликвидирован Подвалихинский сельсовет, а его селения вошли в состав Лобковского сельсовета.

#### Послевоенный период
14 января 1947 года деревня Щербинки была передана в черту города Горького, а Щербинский сельсовет переименован в Бешенцевский.
Самые крупные перемены в районе произошли в 1950-х годах, когда были построены и пущены Новогорьковский нефтеперерабатывающий завод, Новогорьковская ТЭЦ, завод сборного железобетона, деревообрабатывающий и асфальтобетонный заводы. К промышленным предприятиям были подведены нефте- и газопроводы, железнодорожные пути и автомагистрали.
4 июля 1952 года Анкудиновский сельсовет был переименован в Утечинский.
25 мая 1954 года село Кстово было преобразовано в рабочий посёлок, в связи с чем был упразднён Кстовский сельсовет, а входившие в него деревни Малая Ельня и Столбищи вошли в состав Большеельнинского сельсовета.
В июне 1954 года количество сельсоветов в районе сократилось с 15 до 8. Были упразднены Бешенцевский (селения в Ближнеборисовский с/с), Большевишенский (селения в Большемокринский и Новоликеевский с/с), Ветчаковский (селения в Безводнинский с/с), Елховский (селения в Вязовский с/с), Лобковский (селения в Безводнинский и Новоликеевский с/с), Семетский (селения в Чернухинский с/с) и Шелокшанский сельсоветы (селения в Чернухинский с/с).
12 сентября 1957 года рабочий посёлок Кстово получил статус города районного подчинения.
21 декабря 1959 года был создан рабочий посёлок Южный.
12 сентября 1960 года был создан дачный (с 14 сентября 1964 года — курортный) посёлок Зелёный Город из посёлков и баз отдыха Большеельнинского и Большемокринского с/с.
8 марта 1961 года были упразднены Вязовский (селения в Ближнеборисовский), Подновский (селения во вновь созданный Афонинский с/с) и Утечинский (селения в Афонинский и Ближнеборисовский с/с) сельсоветы. В составе района 1 город, 2 посёлка и 6 сельсоветов.
12 мая 1962 года в связи с упразднением Работкинского района в состав Кстовского вошли 6 его сельсоветов: Запрудновский, Лопатищенский, Ляписский, Работкинский, Слободской, — а также рабочий посёлок Ленинская Cлобода. Кроме того, город Кстово получил статус города областного подчинения, и в его черту вошли селения Большие и Малые Вишенки, Лукерьино, Сосновка из Новоликеевского с/с, Столбищи из Большеельнинского с/с. В составе района 3 посёлка и 12 сельсоветов.
12 мая 1969 года Зелёный Город был передан в состав Горького.
14 декабря 1970 года в состав Горького перешли деревни Кузнечиха, Новая, Подновье Афонинского сельсовета, а также деревни Бешенцево, Ближнеконстантиново, Ляхово, Мордвинцево, Ольгино и посёлок Луч Ближнеборисовского сельсовета.
9 октября 1973 года Ляписский сельсовет был переименован в Прокошевский.
22 сентября 1977 года Лопатищенский сельсовет переименован в Чернышихинский.
В октябре 1979 года посёлок Южный был включён в состав города Кстово.
После 1979 года из Ближнеборисовского выделен Ройкинский сельсовет.

### XXI век
Согласно Закону Нижегородской области от 15 июня 2004 года № 60-З «О наделении муниципальных образований — городов, рабочих посёлков и сельсоветов Нижегородской области статусом городского, сельского поселения», 13 сельсоветов Кстовского района получили статус сельских поселений, посёлок Ленинская Слобода и город Кстово (преобразован из города областного значения в город районного значения) — городских поселений Кстовского муниципального района.
22 декабря 2005 года в состав Нижнего Новгорода были переданы деревня Новопокровское и посёлок Пригородный, входившие ранее в Афонинский сельсовет.
6 октября 2008 года в связи с изменением категории населённого пункта Ленинская Слобода с рабочего посёлка на сельский посёлок, вид административно-территориального образования рабочий посёлок Ленинская Слобода был изменён на административно-территориальное образование Ленинскослободский сельсовет, и соответственно статус муниципального образования городского поселения рабочий посёлок Ленинская Слобода был изменён на муниципальное образование сельское поселение Ленинскослободский сельсовет.
28 августа 2009 года Ленинскослободский сельсовет был упразднён и включён в Запрудновский сельсовет.

## Население
| 1939     | 1959     | 1970     | 1979     | 1989     | 2002     | 2006     | 2008     | 2009     |
| -------- | -------- | -------- | -------- | -------- | -------- | -------- | -------- | -------- |
| 60 848   | ↗77 190  | ↘58 316  | ↘47 409  | ↗47 917  | ↗113 703 | ↘111 960 | ↗112 448 | ↗113 015 |
| 2010     | 2011     | 2012     | 2013     | 2014     | 2015     | 2016     | 2017     | 2018     |
| ↘112 823 | ↗112 828 | ↗113 333 | ↗113 943 | ↗114 161 | ↗115 789 | ↗117 436 | ↗119 630 | ↗121 877 |
| 2019     | 2020     | 2021     | 2023     | 2024     | 2025     |          |          |          |
| ↗124 071 | ↗125 938 | ↘123 729 | ↘122 131 | ↘121 424 | ↘121 322 |          |          |          |

В Кстовском районе сосредоточено около 3 процентов трудовых ресурсов Нижегородской области.
Демографическая нагрузка — 688 человек на 1000 лиц трудоспособного возраста.
Численность пенсионеров колеблется примерно на одном уровне, с незначительными изменениями, и составляет около 31 000 человек.

### Урбанизация
Городское население (город Кстово) составляет 50,38 % от всего населения района.

## Административно-муниципальное устройство
В Кстовский район, в рамках административно-территориального устройства области, входят 14 административно-территориальных образований, в том числе 1 город районного значения и 13 сельсоветов.
| №  | Административно- территориальное (упразднённое муниципальное) образование | Административный центр       | Количество населённых пунктов | Население (чел.) | Площадь (км²) |
| -- | ------------------------------------------------------------------------- | ---------------------------- | ----------------------------- | ---------------- | ------------- |
| 1  | город Кстово                                                              | город Кстово                 | 1                             | ↘62 208          | 59,00         |
| 2  | Афонинский сельсовет                                                      | деревня Афонино              | 6                             | ↗12 728          | 54,52         |
| 3  | Безводнинский сельсовет                                                   | село Безводное               | 6                             | ↘2425            | 79,21         |
| 4  | Ближнеборисовский сельсовет                                               | село Ближнее Борисово        | 5                             | ↘5238            | 54,54         |
| 5  | Большеельнинский сельсовет                                                | посёлок Ждановский           | 10                            | ↗14 209          | 53,70         |
| 6  | Большемокринский сельсовет                                                | село Большое Мокрое          | 9                             | ↗4021            | 130,74        |
| 7  | Запрудновский сельсовет                                                   | село Запрудное               | 12                            | ↘2218            | 119,23        |
| 8  | Новоликеевский сельсовет                                                  | деревня Новоликеево          | 7                             | ↗3731            | 40,27         |
| 9  | Прокошевский сельсовет                                                    | деревня Прокошево            | 15                            | ↘1454            | 184,51        |
| 10 | Работкинский сельсовет                                                    | село Работки                 | 9                             | ↘3149            | 92,30         |
| 11 | Ройкинский сельсовет                                                      | посёлок Селекционной станции | 6                             | ↘4272            | 19,50         |
| 12 | Слободской сельсовет                                                      | деревня Подлёсово            | 5                             | ↘1482            | 55,28         |
| 13 | Чернухинский сельсовет                                                    | село Чернуха                 | 15                            | ↘4176            | 170,66        |
| 14 | Чернышихинский сельсовет                                                  | село Чернышиха               | 16                            | ↘980             | 113,18        |

С 2004 до 2021 год в существовавший в этот период в рамках организации местного самоуправления Кстовский муниципальный район входили соответственно 14 муниципальных образований, в том числе 1 городское поселение и 13 сельских поселений.
Законом Нижегородской области от 10 декабря 2021 года муниципальный район и все входившие в его состав поселения были упразднены и объединены в Кстовский муниципальный округ.

## Населённые пункты
В Кстовском районе 122 населённых пункта, в том числе один город и 121 сельский населённый пункт.
| №   | Населённый пункт     | Тип                  | Население | Административно- территориальное (упразднённое муниципальное) образование |
| --- | -------------------- | -------------------- | --------- | ------------------------------------------------------------------------- |
| 1   | Кстово               | город                | ↘61 118   | город Кстово                                                              |
| 2   | Абатурово            | деревня              | ↗66       | Работкинский сельсовет                                                    |
| 3   | Анкудиновка          | деревня              | ↗5226     | Афонинский сельсовет                                                      |
| 4   | Анкудиновка          | посёлок ж.д. станции | 66        | Афонинский сельсовет                                                      |
| 5   | Афонино              | деревня              | ↗6020     | Афонинский сельсовет                                                      |
| 6   | Ачапное              | село                 | ↘7        | Работкинский сельсовет                                                    |
| 7   | Безводное            | село                 | ↗1067     | Безводнинский сельсовет                                                   |
| 8   | Ближнее Борисово     | село                 | ↗1273     | Ближнеборисовский сельсовет                                               |
| 9   | Большая Ельня        | село                 | ↘603      | Большеельнинский сельсовет                                                |
| 10  | Большое Лебедево     | деревня              | ↘38       | Чернышихинский сельсовет                                                  |
| 11  | Большое Мокрое       | село                 | ↘1553     | Большемокринский сельсовет                                                |
| 12  | Варварское           | село                 | ↘134      | Запрудновский сельсовет                                                   |
| 13  | Великий Враг         | село                 | ↗531      | Безводнинский сельсовет                                                   |
| 14  | Вередеево            | село                 | ↘15       | Чернухинский сельсовет                                                    |
| 15  | Вершинино            | деревня              | ↘7        | Чернухинский сельсовет                                                    |
| 16  | Ветчак               | деревня              | ↗151      | Новоликеевский сельсовет                                                  |
| 17  | Владимировка         | деревня              | ↗55       | Чернухинский сельсовет                                                    |
| 18  | Волжский             | посёлок              | ↘840      | Работкинский сельсовет                                                    |
| 19  | Волчиха              | деревня              | ↗11       | Прокошевский сельсовет                                                    |
| 20  | Выездное             | село                 | ↘16       | Чернухинский сельсовет                                                    |
| 21  | Высоково             | деревня              | ↘0        | Чернышихинский сельсовет                                                  |
| 22  | Вязовка              | село                 | ↗1495     | Ближнеборисовский сельсовет                                               |
| 23  | Голошубиха           | деревня              | ↗7        | Запрудновский сельсовет                                                   |
| 24  | Горный Борок         | деревня              | ↗56       | Слободской сельсовет                                                      |
| 25  | Горяньково           | деревня              | ↘20       | Запрудновский сельсовет                                                   |
| 26  | Грязновка            | деревня              | ↘6        | Чернухинский сельсовет                                                    |
| 27  | Докукино             | деревня              | ↗19       | Прокошевский сельсовет                                                    |
| 28  | Долгая Поляна        | деревня              | →24       | Запрудновский сельсовет                                                   |
| 29  | Дружный              | посёлок              | ↗2229     | Ближнеборисовский сельсовет                                               |
| 30  | Елховка              | село                 | ↘19       | Большемокринский сельсовет                                                |
| 31  | Ждановский           | посёлок              | ↗7701     | Большеельнинский сельсовет                                                |
| 32  | Завражная Слобода    | село                 | ↘12       | Запрудновский сельсовет                                                   |
| 33  | Запрудное            | село                 | ↘1834     | Запрудновский сельсовет                                                   |
| 34  | Зелецино             | деревня              | ↗382      | Большемокринский сельсовет                                                |
| 35  | Зимёнки              | деревня              | ↗342      | Безводнинский сельсовет                                                   |
| 36  | Игрищи               | деревня              | ↘12       | Чернышихинский сельсовет                                                  |
| 37  | Игумново             | село                 | ↘168      | Чернышихинский сельсовет                                                  |
| 38  | Искра                | посёлок              | ↗10       | Прокошевский сельсовет                                                    |
| 39  | Кадницы              | село                 | ↘12       | Запрудновский сельсовет                                                   |
| 40  | Калинино             | деревня              | ↘10       | Запрудновский сельсовет                                                   |
| 41  | Каменка              | деревня              | ↘8        | Чернухинский сельсовет                                                    |
| 42  | Карабатово           | деревня              | ↘108      | Новоликеевский сельсовет                                                  |
| 43  | Караулово            | деревня              | ↗376      | Новоликеевский сельсовет                                                  |
| 44  | Келейниково          | деревня              | ↗18       | Чернухинский сельсовет                                                    |
| 45  | Козловка             | село                 | ↘4        | Прокошевский сельсовет                                                    |
| 46  | Козловка             | деревня              | ↗378      | Ройкинский сельсовет                                                      |
| 47  | Конновка             | деревня              | ↗18       | Прокошевский сельсовет                                                    |
| 48  | Коровино             | деревня              | →8        | Чернышихинский сельсовет                                                  |
| 49  | Красногорка          | село                 | ↘2        | Прокошевский сельсовет                                                    |
| 50  | Красногорка          | деревня              | ↗7        | Чернухинский сельсовет                                                    |
| 51  | Красноселово         | деревня              | ↘17       | Прокошевский сельсовет                                                    |
| 52  | Кривая Шелокша       | деревня              | ↘28       | Большемокринский сельсовет                                                |
| 53  | Крутая               | деревня              | ↗157      | Большеельнинский сельсовет                                                |
| 54  | Крутец               | деревня              | ↘21       | Чернышихинский сельсовет                                                  |
| 55  | Кувардино            | деревня              | ↗8        | Запрудновский сельсовет                                                   |
| 56  | Кузьминка            | деревня              | ↘574      | Афонинский сельсовет                                                      |
| 57  | Культура             | посёлок              | ↗137      | Ройкинский сельсовет                                                      |
| 58  | Лавровка             | деревня              | ↘44       | Чернышихинский сельсовет                                                  |
| 59  | Лапшлей              | деревня              | ↘98       | Чернухинский сельсовет                                                    |
| 60  | Ленинская Слобода    | посёлок              | ↗31       | Запрудновский сельсовет                                                   |
| 61  | Лопатищи             | село                 | ↘8        | Чернышихинский сельсовет                                                  |
| 62  | Луговой Борок        | село                 | →9        | Работкинский сельсовет                                                    |
| 63  | Ляписи               | село                 | ↘25       | Прокошевский сельсовет                                                    |
| 64  | Майдан               | деревня              | ↗261      | Чернухинский сельсовет                                                    |
| 65  | Малая Ельня          | деревня              | ↗101      | Большеельнинский сельсовет                                                |
| 66  | Малиновка            | деревня              | ↗181      | Работкинский сельсовет                                                    |
| 67  | Мешиха               | деревня              | ↗23       | Чернухинский сельсовет                                                    |
| 68  | Митино               | деревня              | ↗214      | Ближнеборисовский сельсовет                                               |
| 69  | Михальчиково         | деревня              | →215      | Безводнинский сельсовет                                                   |
| 70  | Муханово             | деревня              | ↗11       | Безводнинский сельсовет                                                   |
| 71  | Никульское           | деревня              | ↗747      | Афонинский сельсовет                                                      |
| 72  | Новая Деревня        | деревня              | ↗132      | Большемокринский сельсовет                                                |
| 73  | Новая Пунерь         | деревня              | ↘2        | Большемокринский сельсовет                                                |
| 74  | Новоликеево          | деревня              | ↘2716     | Новоликеевский сельсовет                                                  |
| 75  | Новониколаевка       | деревня              | ↗13       | Чернухинский сельсовет                                                    |
| 76  | Новые Ключищи        | село                 | ↘156      | Большемокринский сельсовет                                                |
| 77  | Опалиха              | деревня              | ↗428      | Большеельнинский сельсовет                                                |
| 78  | Опытный              | посёлок              | ↘170      | Ройкинский сельсовет                                                      |
| 79  | Подвалиха            | деревня              | ↘144      | Безводнинский сельсовет                                                   |
| 80  | Подлёсово            | деревня              | ↘1163     | Слободской сельсовет                                                      |
| 81  | Попадейка            | деревня              | ↘0        | Прокошевский сельсовет                                                    |
| 82  | Починок              | деревня              | →0        | Новоликеевский сельсовет                                                  |
| 83  | Починок              | село                 | ↘3        | Чернышихинский сельсовет                                                  |
| 84  | Прокошевка           | деревня              | ↘2        | Чернышихинский сельсовет                                                  |
| 85  | Прокошево            | деревня              | ↗1753     | Прокошевский сельсовет                                                    |
| 86  | Работки              | село                 | ↘2151     | Работкинский сельсовет                                                    |
| 87  | Рамешки              | деревня              | ↗16       | Чернышихинский сельсовет                                                  |
| 88  | Ржавка               | деревня              | ↘454      | Большеельнинский сельсовет                                                |
| 89  | Ройка                | деревня              | ↘225      | Ройкинский сельсовет                                                      |
| 90  | Румянцево            | деревня              | ↘110      | Ближнеборисовский сельсовет                                               |
| 91  | Садовский            | посёлок              | ↘334      | Ройкинский сельсовет                                                      |
| 92  | Селекционной станции | посёлок              | ↘2492     | Ройкинский сельсовет                                                      |
| 93  | Семенищи             | деревня              | →0        | Запрудновский сельсовет                                                   |
| 94  | Семенцево            | деревня              | →8        | Прокошевский сельсовет                                                    |
| 95  | Семеть               | село                 | ↘55       | Большемокринский сельсовет                                                |
| 96  | Серково              | деревня              | ↘13       | Прокошевский сельсовет                                                    |
| 97  | Слободское           | село                 | ↘417      | Слободской сельсовет                                                      |
| 98  | Слопинец             | деревня              | ↘5        | Работкинский сельсовет                                                    |
| 99  | Соколищи             | деревня              | ↘7        | Чернышихинский сельсовет                                                  |
| 100 | Соколово             | село                 | ↘14       | Чернышихинский сельсовет                                                  |
| 101 | Сонино               | деревня              | ↗16       | Чернышихинский сельсовет                                                  |
| 102 | Спирино              | деревня              | ↗20       | Слободской сельсовет                                                      |
| 103 | Старые Ключищи       | деревня              | ↘41       | Чернухинский сельсовет                                                    |
| 104 | Студенец             | деревня              | ↗154      | Новоликеевский сельсовет                                                  |
| 105 | Татинец              | село                 | ↘102      | Работкинский сельсовет                                                    |
| 106 | Ташлыково            | деревня              | →0        | Чернышихинский сельсовет                                                  |
| 107 | Толмачево            | село                 | ↗112      | Прокошевский сельсовет                                                    |
| 108 | Толстобино           | деревня              | ↘54       | Новоликеевский сельсовет                                                  |
| 109 | Утечино              | деревня              | ↗158      | Афонинский сельсовет                                                      |
| 110 | Федяково             | село                 | ↗554      | Большеельнинский сельсовет                                                |
| 111 | Фроловское           | деревня              | ↗197      | Большеельнинский сельсовет                                                |
| 112 | Цедень               | деревня              | ↗16       | Прокошевский сельсовет                                                    |
| 113 | Чаглава              | деревня              | ↗86       | Большемокринский сельсовет                                                |
| 114 | Черемисский          | посёлок              | ↗45       | Большеельнинский сельсовет                                                |
| 115 | Черемисское          | деревня              | ↗198      | Большеельнинский сельсовет                                                |
| 116 | Чернуха              | село                 | ↗1811     | Чернухинский сельсовет                                                    |
| 117 | Чернышиха            | село                 | ↘958      | Чернышихинский сельсовет                                                  |
| 118 | Чеченино             | деревня              | ↘226      | Работкинский сельсовет                                                    |
| 119 | Шава                 | село                 | ↘356      | Запрудновский сельсовет                                                   |
| 120 | Шелокша              | село                 | ↗2254     | Чернухинский сельсовет                                                    |
| 121 | Шерменево            | деревня              | ↘10       | Прокошевский сельсовет                                                    |
| 122 | Шмойлово             | деревня              | ↗47       | Слободской сельсовет                                                      |

Курортный посёлок Зелёный город, географически расположенный на территории Кстовского района, административно подчинён Нижегородскому району города Нижний Новгород и входит в состав городского округа город Нижний Новгород.

## Экономика района

### Промышленность
Наибольший удельный вес в совокупном объёме промышленного производства района занимает предприятие топливной промышленности — НПЗ ОАО «Лукойл — Норси» и ООО «Битумное производство», удельный вес продукции которого в общем объёме промышленного производства района составляет 86,0 % (в фактических ценах).
Объём отгрузки промышленной продукции по крупным и средним предприятиям за 2009 год составил 164,88 млрд рублей.
Предприятия Кстовского района:
- ООО «Лукойл-Нижегороднефтеоргсинтез» — нефтепереработка;
- ООО «Битумное производство» — производство нефтебитумов и мастик;
- ООО «Газэнергосеть-Нижний Новгород» — перевалка сжиженных углеводородных газов;
- ОАО «Керма» — производство кирпича;
- ООО «Кстовская фирма» — строительно-монтажная компания;
- ОАО «Поиск» — производство железобетона;
- СП «Бранорос» — замковые системы;
- ОАО «Кстовский хлеб» — хлебопродукция;
- ОАО «Доком» — деревообработка;
- ОАО «Шиноремонтный завод» — резинотехнические изделия;
- ОАО «Кстовская типография» — полиграфическая продукция;
- ОАО «Минвата» — теплоизоляционные минераловатные изделия;
- ОАО «Безводнинский метизный завод» — метизы;
- ОАО «Кстовский молочный завод» — выпуск молочной продукции;
- ООО «Связист» — интернет и телекоммуникации;
- ЗАО «ДСК-НН» — строительство зданий и сооружений, производство железобетонных конструкций;
- ЗАО «Элкаб» — производство кабельной продукции;
- ООО «Н-сервис» — ремонт насосов, электродвигателей, промышленного металлорежущего оборудования;
- ООО «ГСИ-Волгонефтегазстрой» — крупнейшая в области строительно-монтажная организация.

### Транспорт

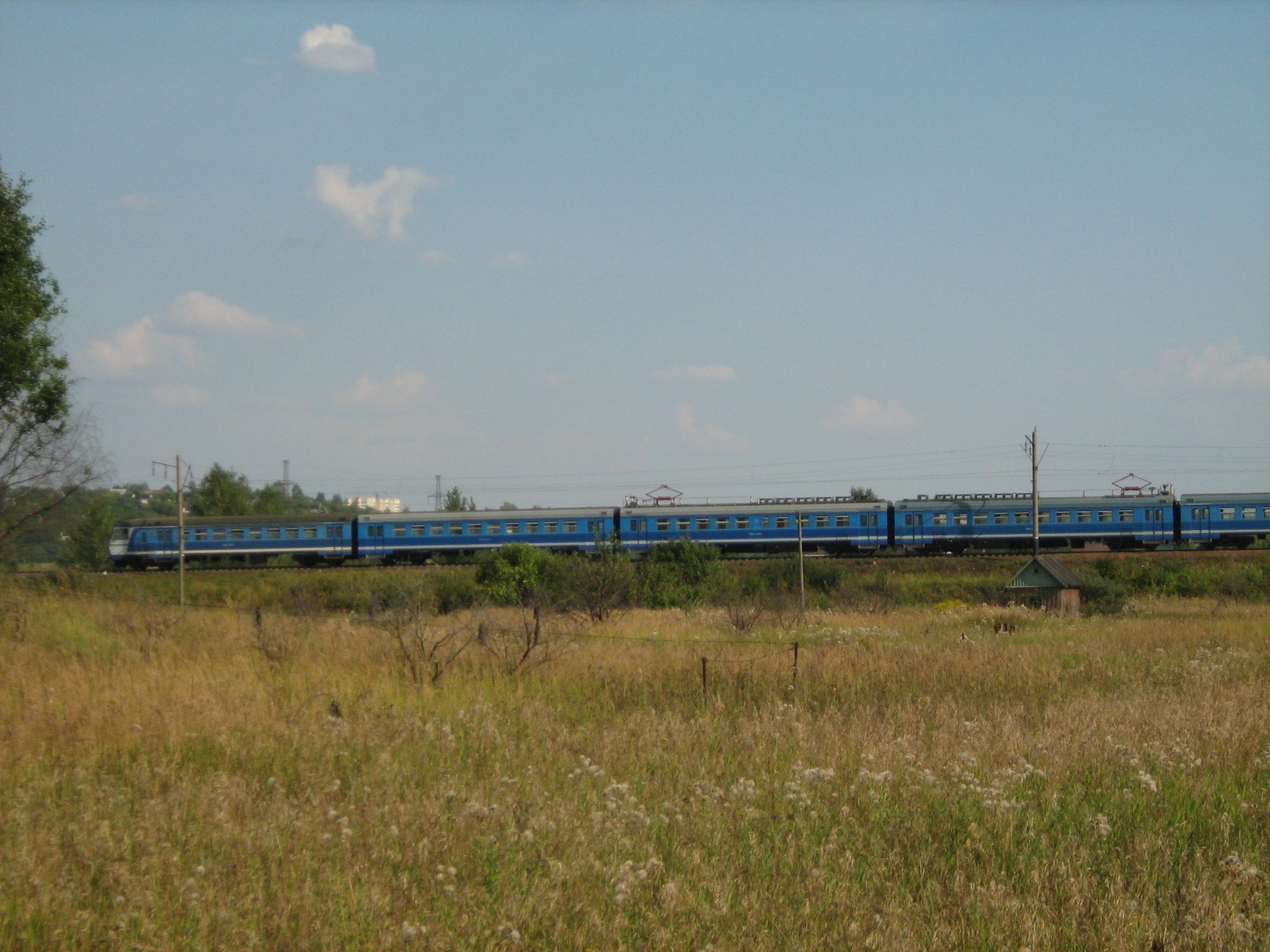
Электропоезд в Кстовском районе

Кстовский район — это территория с развитой транспортной инфраструктурой. В городе Кстово имеется речной порт, действует железнодорожное грузовое и автомобильное сообщение, трубопроводы, подающие в район нефть и газ.
Организованы хорошие внутрирайонные транспортные связи. Общая протяжённость ведомственных и частных автомобильных дорог составляет 533 километров, в том числе с твёрдым покрытием — 512 километров. Общая протяжённость автобусных внутриобластных линий, проходящих по территории района, составляет 292 километра.
На берегу Волги у Кстова находится нефтебаза, у причалов которой швартуются нефтеналивные суда, перевозящие нефтепродукты в различные регионы области и страны. Существует также речной порт близ деревни Михальчиково; он, в частности, служит для доставки крупногабаритных грузов на предприятия Кстова.
Кстово находится на ветке, идущей от станции Ройка и связывающей его с Арзамасским направлением Горьковской железной дороги. На эту магистраль выходят составы с готовой продукцией нефтеперерабатывающего завода. Две железнодорожные станции — Зелецино и Кстово — расположены в черте города.

## Культура и образование

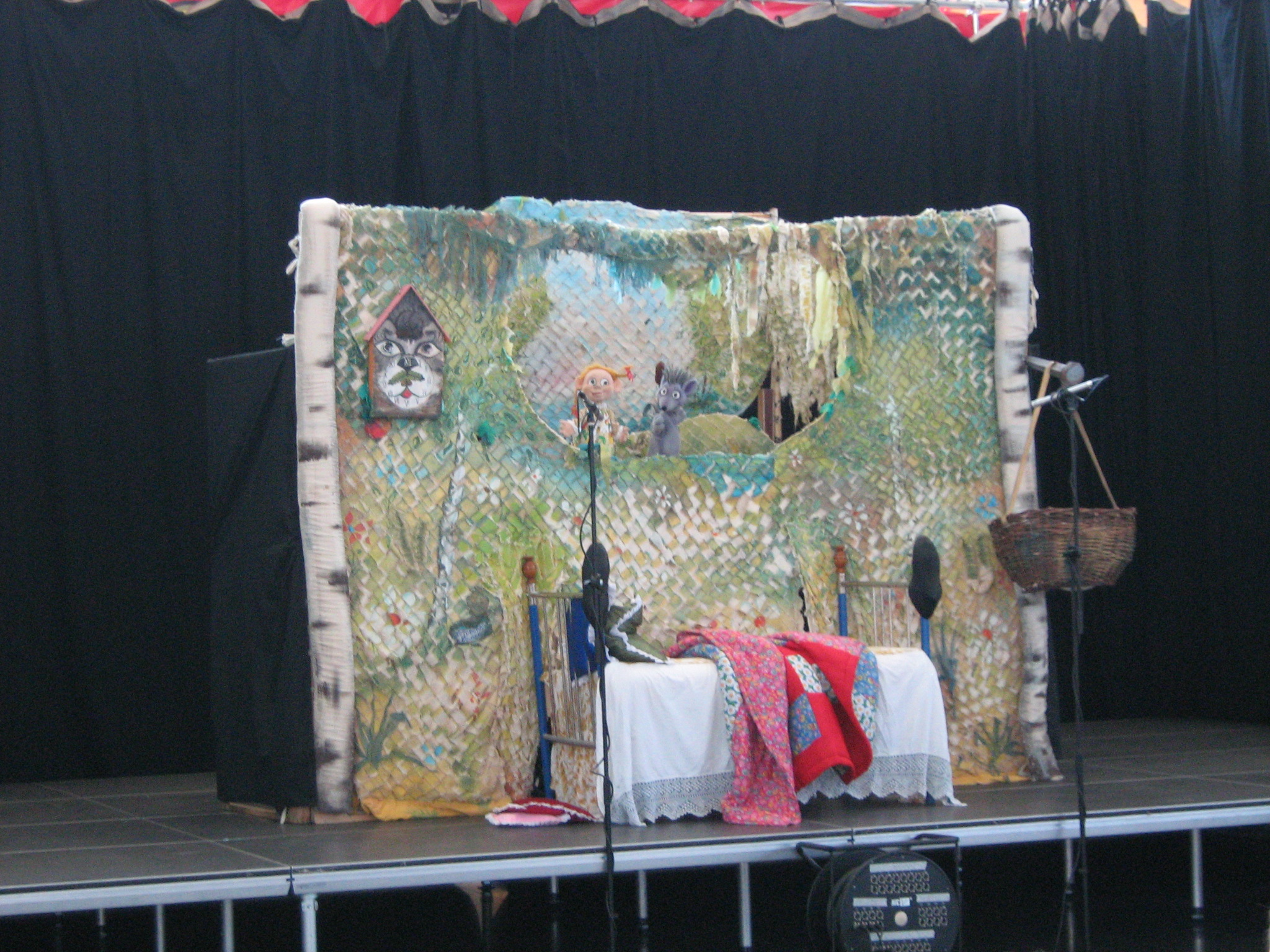
Труппа Кстовского кукольного театра даёт бесплатное представление в торговом центре «Мега»

Чтобы продолжить оригинальные традиции промыслов кстовских кустарей прошлого, сохранить их национальный характер, департамент культуры при поддержке администрации района на базе художественно-оформительской мастерской в 1993 году создал учебно-творческий народный центр культуры «Берегиня». В мастерской этого центра возрождаются и культивируются народные промыслы и ремёсла: резьба и роспись по дереву, керамика и лепка, медальерное искусство, батик, шитьё и вязание, ковроткачество и многое другое.

## Достопримечательности района
- Церковь Казанской иконы Божией Матери (1792) в селе Великий Враг;
- Церковь Троицы Живоначальной (1894) в селе Безводное;
- Покровская церковь — располагалась в селе Старые Ключищи, многоярусная деревянная церковь (1650); в настоящее время находится на территории Музея архитектуры и быта народов Нижегородского Поволжья;
- Археологические памятники — 18 стоянок первобытного человека, относящихся к мезолиту, неолиту и бронзовому веку (стоянка Безводное-1, у села Безводного).

## Лечебные учреждения
- Центральная районная больница.
- Центральная поликлиника.
- Поликлиника треста № 5.
- Поликлиника ОАО «Лукойл».
- Детская поликлиника.
- Стоматологическая поликлиника.
- Родильный дом.
- Инфекционная больница.

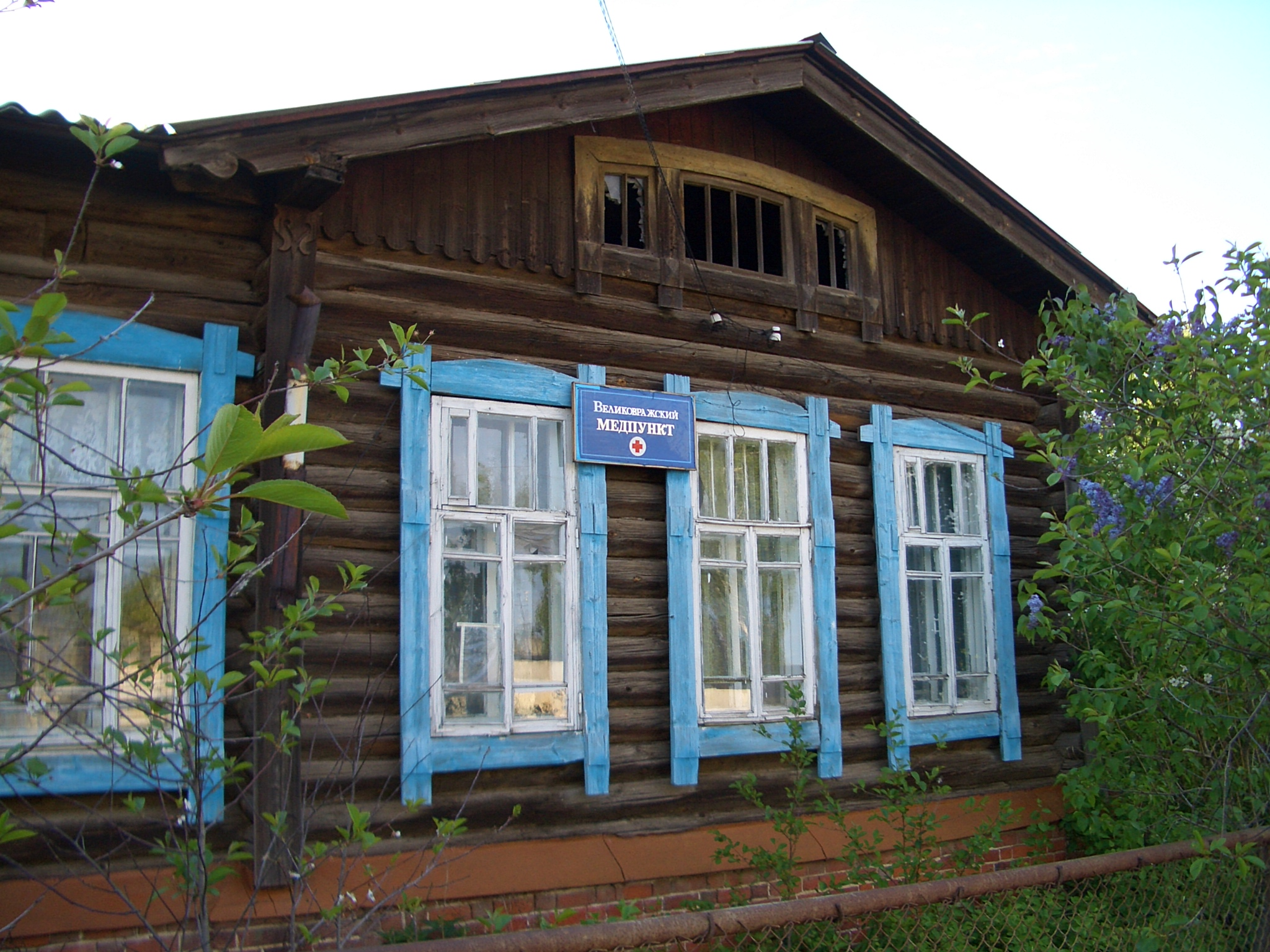
Великовражский медпункт

- Работкинская районная больница № 2.